# Escatalens
 Escatalens  es una población y comuna francesa, en la región de Mediodía-Pirineos, departamento de Tarn y Garona, en el distrito de Montauban y cantón de Montech.

## Demografía
| 767 | 766 | 592 | 623 | 691 | 689 |
| Para los censos de 1962 a 1999 la población legal corresponde a la población sin duplicidades (Fuente: INSEE [Consultar]) |     |     |     |     |     |

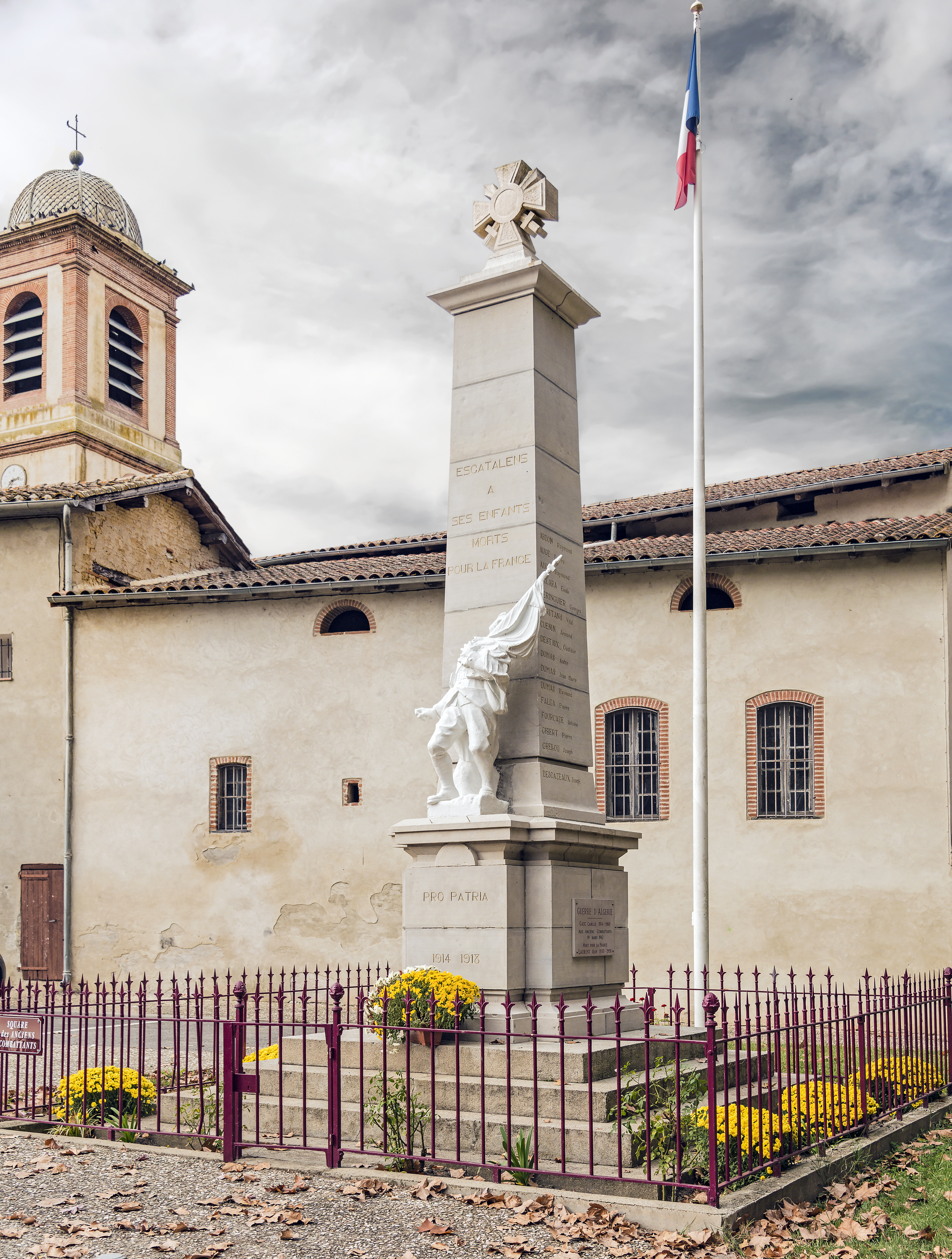
El monumento a los caídos,
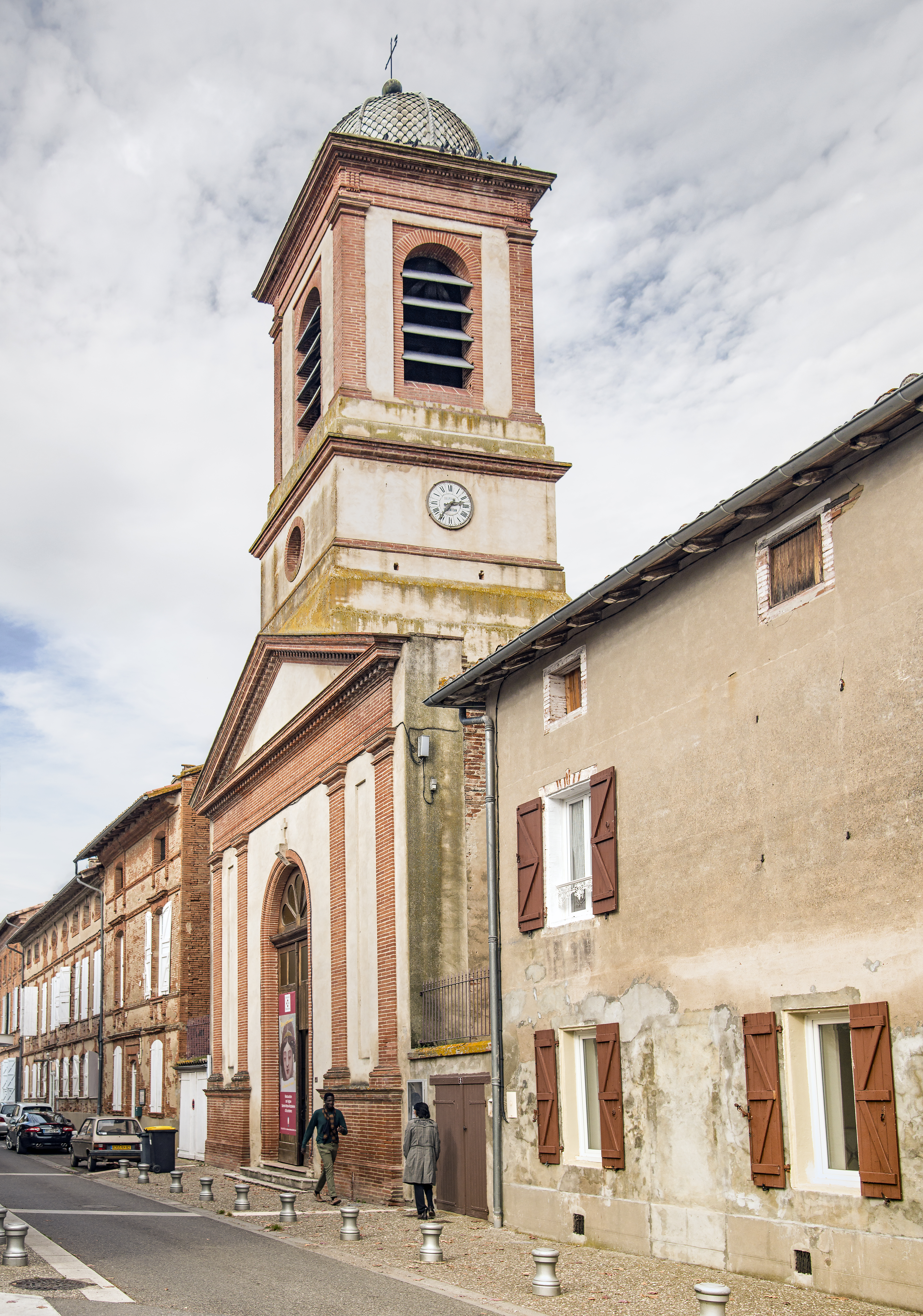
La iglesia.
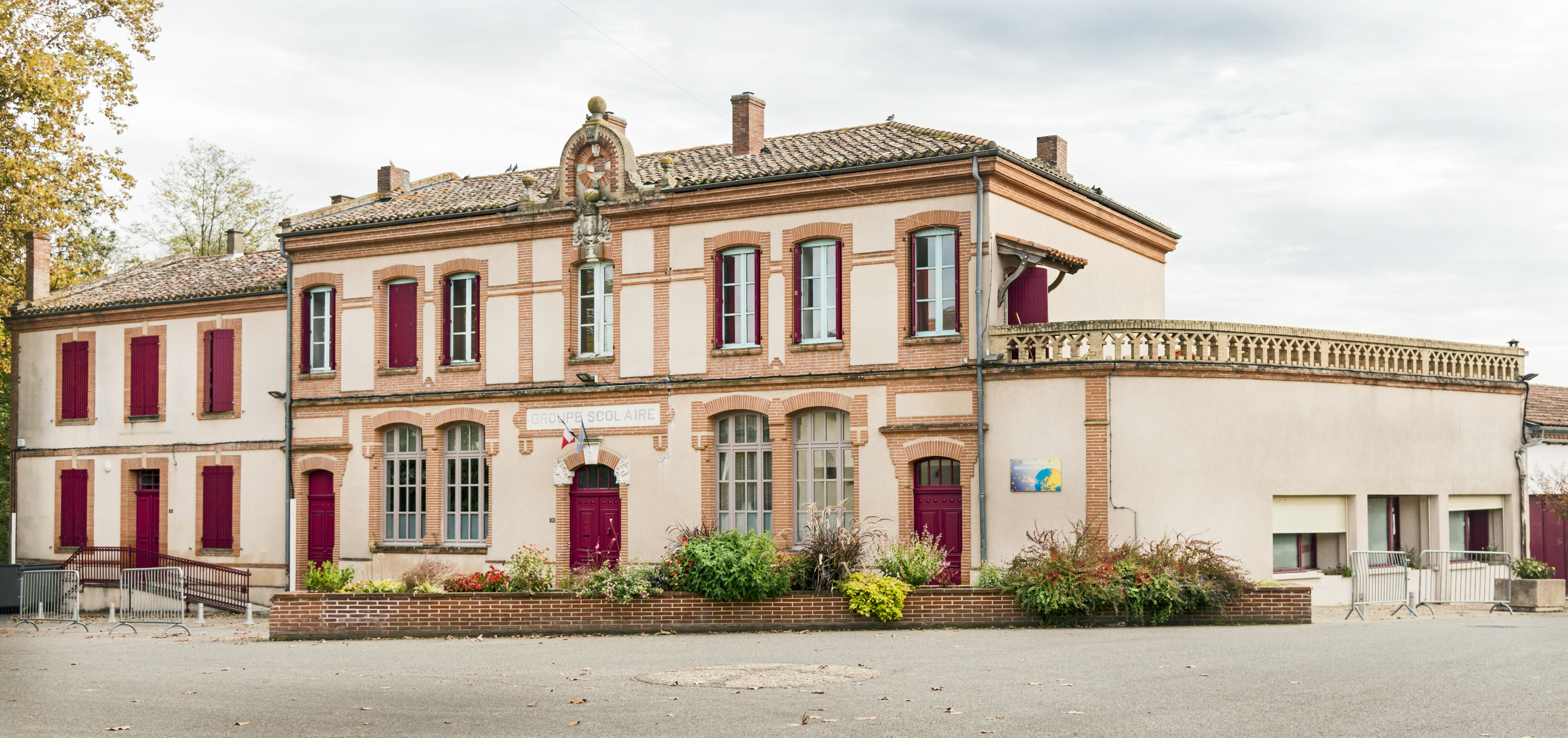
La escuela 'Antoine de Saint-Exupéry'